# Herman Daems

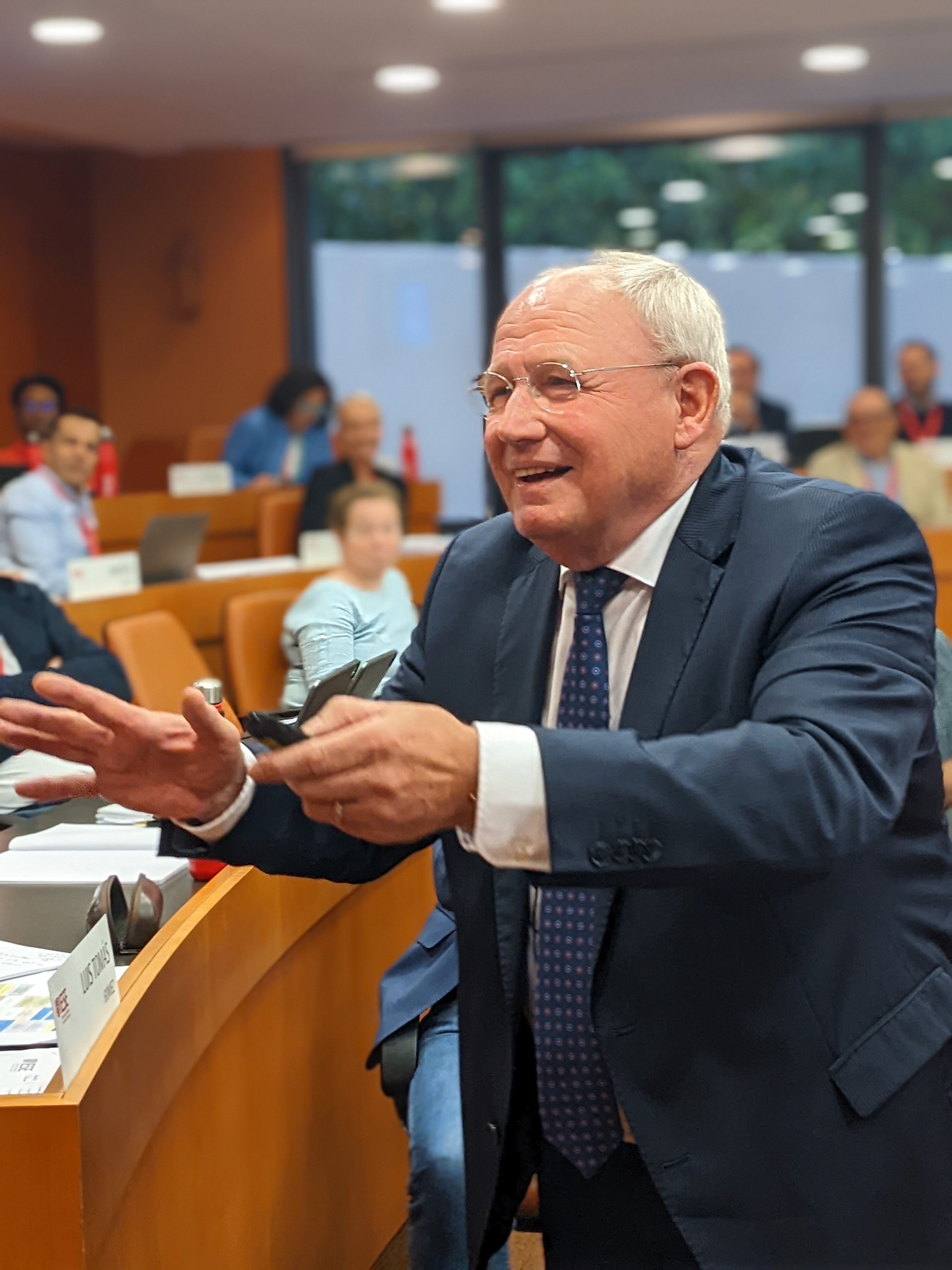
Herman Daems in 2022

Herman Pieter Carolina, baron Daems (Wijnegem, 19 juli 1946) is een Belgisch econoom, bestuurder en emeritus hoogleraar aan de Katholieke Universiteit Leuven en de Rijksuniversiteit Groningen. Hij was van 2009 tot 2022 voorzitter van de Belgische bankgroep BNP Paribas Fortis en van 2012 tot 2020 voorzitter van de raad van bestuur van de KU Leuven.

## Levensloop
Daems studeerde theoretische fysica en economie aan de Katholieke Universiteit Leuven. In 1975 promoveerde hij in economie aan de KU Leuven op het proefschrift "The holding company: essays on financial intermediation, concentration and capital market imperfections in the Belgian economy".

### Academische carrière
Hij was gastprofessor aan de Harvard Business School van 1987 tot 1990 en doceerde tevens aan de Universiteit van Californië in Los Angeles en was hoogleraar bedrijfskunde aan de Rijksuniversiteit Groningen. Hij was van 1982 tot 30 juni 2011 tevens buitengewoon hoogleraar strategisch management aan het departement Toegepaste Economie van de KU Leuven.
Op 1 oktober 2011 werd Daems lid van de raad van bestuur van de KU Leuven. Op 1 januari 2012 volgde hij emeritus professor Jef Roos op als voorzitter van deze raad. In mei 2017 kwam Herman Daems, als voorzitter van de verkiezingscommissie, in opspraak tijdens de rectorverkiezing van de KU Leuven. De studentenraad van de KU Leuven zegde het vertrouwen in Daems op omwille van diens vermeende partijdige optreden en verliet de verkiezingscommissie. Op 1 juni 2020 werd Daems door voormalig CD&V-politica Marianne Thyssen opgevolgd als voorzitter van de raad van bestuur van de KU Leuven.

### Bestuurder
Daems was een tijd directeur van het European Institute for Advanced Studies in Management in Brussel.
Van 1990 tot 1993 was Daems partner bij Horringa & DeKoning van de Boston Consulting Group. Ook was hij bestuurder van Belgacom, Glaverbel, Brussels Airport Company, Bekaert-Stanwick, International Marine, Dredging Consulting, EFICO, Europalia (tot 2023) en Vanbreda Risk & Benefits.
Van 1993 tot juli 1995 was hij bestuurder van de investeringsmaatschappij Gimv. In mei 1999 volgde hij Raynier van Outryve d'Ydewalle als voorzitter van Gimv op. Nadat Daems in juni 2011 de pensioengerechtigde leeftijd bereikte werd hij als Gimv-voorzitter door Urbain Vandeurzen opgevolgd. Namens Gimv oefende hij bestuursmandaten uit bij Telenet, CoWare, EVCA en Barco en was hij voorzitter van het International Private Equity and Venture Capital Board. Van 2004 tot 2005 was hij voorzitter van de European Private Equity & Venture Capital Association.
Daems was lid van het directiecomité van het Verbond van Belgische Ondernemingen (VBO). In 2008 volgde hij Maurice Lippens op als voorzitter van de Commissie Corporate Governance. Onder Daems' voorzitterschap werd de Belgische corporate governance code herzien, hetgeen in 2009 tot een nieuwe code leidde, ook bekend als de code-Daems. In maart 2014 volgde Thomas Leysen hem op. In 2020 werd hij bestuurder van het European Corporate Governance Institute, waarvan hij in 2021 voorzitter werd.
In 2009 werd hij de voorzitter van de raad van bestuur BNP Paribas Fortis, een Belgische bank en dochteronderneming van de Franse bankgroep BNP Paribas nadat deze laatste 75% van de aandelen van de Belgische Fortis Bank verwierf. Maxime Jadot volgde hem in januari 2023 op.
In 2010 werd hij voorzitter van uitgeverij Lannoo in opvolging van Theo Peeters. In 2015 stapte hij ten gevolge van de bankenwet en de beperking op zijn aantal mandaten op bij Lannoo. Luc Vansteenkiste volgde hem als voorzitter op.

### Overige activiteiten
Van 1995 tot 1998 was hij kabinetschef van Vlaams minister van Economie, KMO, Media en Landbouw Eric Van Rompuy (CD&V).
In de herfst van 2012 kreeg hij na de aankondiging van de sluiting van Ford Genk de opdracht van de Vlaamse Regering een masterplan (Strategisch Actieplan voor Limburg) uit te werken voor de reconversie van de industriële infrastructuur van de provincie Limburg.

## Eerbetonen
- Daems werd in 1989 als gewoon lid opgenomen in de Academia Europaea.
- In 1999 ontving hij de driejaarlijkse VBO-prijs.
- Op 16 september 2015 werd hij opgenomen in de Belgische erfelijke adel met de titel van baron, overgaand op al zijn afstammelingen.[18]
- In 2017 ontving hij voor zijn sociaaleconomische verdiensten een Gulden Spoor voor Economische Uitstraling van de beweging Vlaanderen-Europa.[19]
- Bij KB van 23 maart 2019 werd hij benoemd tot grootofficier in de Kroonorde.

## Publicaties
- 1974. The Rise of managerial capitalism. Met Herman Van der Wee (red). The Hague: Nijhoff.
- 1975. The holding company: essays on financial intermediation, concentration and capital market imperfections in the Belgian economy. Proefschrift Leuven.
- 1980. Managerial hierarchies: comparative perspectives on the rise of the modern industrial enterprise. Met Alfred D. Chandler, Jr. (red.). Cambridge, Mass.; London: Harvard University Press.
- 1984. Concurrentie: analyse en strategie. Met Sytse W. Douma. Deventer: Kluwer.
- 1993. Buitenlandse invloed in België: de gevolgen voor de strategische beslissingsmacht. Brussel: Koning Boudewijnstichting.
- 1998. De paradox van het Belgisch kapitalisme: waarom bedrijven financieel goed scoren en toch strategisch slecht spelen. Tielt: Lannoo.
- 2002. Business administration and management. Utrecht: VSNU.
- 2019. Geheimen van de bestuurskamer | Insights from the boardroom. Tielt: LannooCampus.

De econoom Herman Daems mag niet verward worden met de procureur Herman Daens.
- Bibliothèque nationale de France: cb123882301 (data)
- Gemeinsame Normdatei: 170289214
- International Standard Name Identifier: 0000 0000 8357 3365
- Library of Congress Control Number: n79099164
- Nationale Bibliotheek van Israël: 987007273514505171
- Nederlandse Thesaurus van Auteursnamen: 072256524
- Système universitaire de documentation: 032957661
- Virtual International Authority File: 12390670
- WorldCat: E39PBJqbpqMgcT7D6DrRJcrcyd